# 切斯特 (加利福尼亞州)
切斯特（英語：Chester）是位於美國加利福尼亞州普盧默斯縣的一個人口普查指定地區。

## 地理
切斯特的座標為40°18′09″N 121°14′25″W / 40.30250°N 121.24028°W，而該地最高點為海拔高度1382米（即4534英尺）。

## 人口
根據2010年美國人口普查的數據，切斯特的面積為19.084平方千米，當中陸地面積為18.874平方千米，而水域面積為0.210平方千米。當地共有人口2144人，而人口密度為每平方千米112人。